# Šarūnas Šulskis
Šarūnas Šulskis (ur. 26 listopada 1972 w Kiejdanach) – litewski szachista, arcymistrz od 1996 roku.

## Kariera szachowa
Od połowy lat 90. znajduje się w ścisłej czołówce litewskich szachistów. Pierwszy tytuł mistrza Litwy seniorów zdobył w roku 1994, triumfując w Wilnie. Rok później podzielił II miejsca w mistrzostwach kraju (ponownie w Wilnie) oraz w turnieju strefowym (eliminacji mistrzostw świata) w Rydze (za Lembitem Ollem, a wraz z Jaanem Ehlvestem). W 2000 podzielił III miejsce (za Siergiejem Dołmatowem i Lajosem Portischem) w silnie obsadzonym otwartym turnieju w Linares oraz podzielił II miejsce (za Hannesem Stefanssonem) w Lizbonie. W roku 2001 zwyciężył (wraz z Aloyzasem Kveinysem) w mistrzostwach Litwy rozegranych w Kownie. Rok później zajął I miejsce (przed Krishnanem Sasikiranem) w turnieju open  w Kalkucie oraz podzielił II miejsce (za Władimirem Jepiszynem) na Wyspie Man. Kolejny udany występ w tym turnieju zanotował w roku 2003, dzieląc miejsce III (za Simenem Agdesteinem i Symbatem Lyputianem). W 2004 zdobył w Wilnie tytuł wicemistrza kraju, a w Połądze podzielił I miejsce. W 2005 r. zdobył kolejny medal mistrzostw Litwy, dzieląc w Szawlach I miejsce, wspólnie z Wiktorią Cmilyte. Zwyciężył również w turnieju open w Płungianach oraz podzielił I miejsce (m.in. z Gyulą Saxem oraz Pawłem Jaraczem) w Harkanach. W 2006 r. zajął II miejsce (za Nigelem Shortem) w mistrzostwach Unii Europejskiej w Liverpoolu. W 2007 r. zdobył kolejny w karierze tytuł mistrza Litwy, a w 2008 r. w finałowym turnieju zajął III miejsce. W 2014 r. zdobył w Wilnie tytuł mistrza Litwy.
Wielokrotnie reprezentował X w turniejach drużynowych, m.in.: siedmiokrotnie na olimpiadach szachowych (w latach 1994, 1996, 1998, 2002, 2004, 2008, 2010) oraz pięciokrotnie na drużynowych mistrzostwach Europy (w latach 1997, 2005, 2007, 2009, 2011).
Trzykrotnie wziął udział w mistrzostwach świata FIDE, rozgrywanych systemem pucharowym:
- 1997 - Groningen - w I rundzie przegrał z Johannem Hjartarsonem[7],
- 2001 - Moskwa - w I rundzie pokonał Aleksandra Grafa, a w II przegrał z Piotrem Swidlerem[8],
- 2004 - Trypolis - w I rundzie pokonał Bartłomieja Macieję, a w II przegrał z Konstantinem Sakajewem[9].

Najwyższy ranking w dotychczasowej karierze osiągnął 1 marca 2012 r., z wynikiem 2596 punktów zajmował wówczas 2. miejsce (za Eduardasem Rozentalisem) wśród litewskich szachistów.